# Roger de La Fuÿe
Roger Allotte de La Fuÿe est un médecin militaire et acupuncteur français né le 17 octobre 1890 à Nantes et mort le 30 mars 1961 dans le 16e arrondissement de Paris.

## Biographie
Roger de La Fuÿe est le fils du général Georges Allotte de La Fuÿe et d'Edith Guillon, et le neveu du colonel François-Maurice Allotte de La Fuÿe et du compositeur Claude Guillon-Verne.
Il suit ses études de médecine à Paris, puis voyage à travers à travers le monde, durant lequel il découvre l'acupuncture en Asie en 1913.
Au début de la guerre, il s'engage dans l'infanterie. Prenant part à la bataille de Verdun comme médecin auxiliaire au sein du 2e régiment de zouaves de marche, il est blessé et laissé pour mort au Fort de Vaux. Dans le comas à l'hôpital militaire de Bar-le-Duc, il reçoit la médaille militaire « in articulo mortis » en 1916 et une citation.
En 1919, il débute des recherches sur le cancer au sein de la faculté de Lyon et passe sa thèse. Les résultats de ses expériences sur le cancer sont présentés par Pr Maurice Letulle à l'Académie nationale de médecine et transmis à la Commission du cancer.
Il se consacre à la rédaction d'un traité d'acupuncture, en deux volumes dont un atlas, à partir de 1934.
Durant la Seconde Guerre mondiale, il sert comme médecin capitaine au poste de Section divisionnaire de Belfort et reçoit la Légion d'honneur à titre militaire.
En 1943, il fonde ce qui deviendra la Société française d'acupuncture à l'École libre des sciences médicales, dont il dépose les statuts en 1945 avec ceux de la Société internationale d'acupuncture (en). L'année suivante, il fonde le Syndicat national des médecins acupuncteurs de France. Il est élu à l'unanimité président de ces trois institutions.
Il fonde également les Archives de la Société française d'acupuncture (devenues La Revue internationale d'acupuncture en 1948) et l'Institut du centre d'acupuncture de France pour l'enseignement et la diffusion de l'acupuncture aux médecins, et organise des Congrès internationaux d'acupuncture en France et à l'étranger.

## Ouvrages
- Traité d'acupuncture 2, Atlas d'acupuncture, la synthèse pratique de l'acupuncture chinoise et de l'homéopathie : l'acupuncture chinoise sans mystère : la synthèse de l'acupuncture et de l'homéopathie, l'homéosiniatrie diathermique / Roger de La Fuÿe... / 2e édition / Paris : E. Le François , 1955
- L'Acupuncture / par le Dr Roger de La Fuy͏̈e... / Paris : Presses universitaires de France , 1956
- L'Acupuncture moderne pratique : précis de clinique homéosiniatrique, synthèse de l'acupuncture et de l'homéopathie... / D R. de La Fuy͏̈e... / [Nouvelle éd.] / Paris : E. Le François , 1972
- L'Acupuncture chinoise sans mystère. Traité d'acupuncture : la synthèse de l'acupuncture et de l'homéopathie, l'homéosiniatrie diathermique. Tome 2. Atlas d'acupuncture, la synthèse pratique de l'acupuncture chinoise et de l'homéopathie... / [2e édition.] / Paris : E. Le François , 1955
- L'acupuncture chinoise sans mystère : traité d'acupuncture et de l'homéopathie l'homéosiniatrie diathermique / Docteur Roger de la Fuÿe ; préface du Professeur Laignel-Lavastine / Paris : E. Le François , 1947
- Traité d'acupuncture 1, L'Utilisation, diagnostique et thérapeutique des points cutanés douloureux : l'acupuncture chinoise sans mystère : la synthèse de l'acupuncture et l'homéopathie, l'homéosiniatrie diathermique / Roger de La Fuÿe... ; préfaces du Pr Laignel-Lavastine... et du médecin-général Carillon... / 2e édition / Paris : E. Le François , 1956
- L'acupuncture chinoise sans mystère. Traité d'acupuncture. La synthèse de l'acupuncture et de l'homéopathie. L'homéosiniatrie diathermique T. I, L'utilisation diagnostique et thérapeutique des points cutanés douloureux / Dr Roger de La Füye ; préface du Prof. Laignel-Lavastine ; avec la collaboration technique du Dr Dano / Paris : E. Le François , 1947
- L'acupuncture / Roger de La Fuy͏̈e / [2e édition] / Paris : Presses Universitaires de France , [c1956]
- L'acupuncture moderne pratique / R. de La Fuÿe / Paris : Le François , 1972
- L'Acupuncture / par le Dr Roger De La Fuy͏̈e / 2e édition / Paris : Presses Universitaires de France , 1959
- L'Origine auto-génitale du cancer / Roger de La Fuy͏̈e / Paris : libr. Astra , 1952
- Une synthèse thérapeutique nouvelle : l'homéo-siniatrie diathermique ou la synthèse électrique de la médecin chinoise et de l'homéopathie... / R. de La Fuÿe ; préf. par Pierre Devaux / 2e édition rev. et augm. / [S. l.] : [s. n.] , 1944
- L'Acupuncture chinoise sans mystère. Traité d'acupuncture : la synthèse de l'acupuncture et l'homéopathie, l'homéosiniatrie diathermique. Préfaces du Prof. Laignel-Lavastine... et du médecin-général Carillon... Tome I. L'Utilisation, diagnostique et thérapeutique des points cutanés douloureux... / [2e édition.] / Paris : Le François , 1956
- L'acupuncture II, Atlas d'acupuncture, la synthèse pratique de l'acupuncture chinoise et de l'homéopathie / Dr Roger de La Fuÿe ; avec la collaboration technique du Dr Dano / Paris : E. Le François , 1947
- L'acupuncture chinoise sans mystère : traité d'acupuncture, la synthèse de l'acupuncture et de l'homéopathie, l'homéosiniatrie diathermique / Roger de La Fuÿe ; Préf du Pr Laignel-Lavastine et du Médecin Général Carillon / 2e éd. / Paris : Le François , 1955-56 [t. 1, 1956]
- L'Acupuncture moderne pratique : précis de clinique homéosiniatrique, synthèse de l'acupuncture et de l'homéopathie, traitement des maladies par les couplages d'aiguilles et les médicaments homéopathiques, l'acupuncture et les sports / D R. de La Fuy͏̈e... / Paris : E. Le François , 1976
- " L'acupuncture moderne pratique : précis de clinique homéosiniatrique; synthèse de l'acupuncture et de l'homéopathie; traitement des maladies par les couplages d'aiguilles et les médicaments homéopathiques; l'acupuncture et les sports ", Librairie E. Le François Le François, Paris, " 1952